# 新华街道 (瓦房店市)
新华街道，是中华人民共和国辽宁省大連市瓦房店市下辖的一个乡镇级行政单位。

## 行政区划
新华街道下辖以下地区：
桃园社区、轧钢社区、中华社区、轴承社区、阳春社区、新建社区、红楼社区、轴前社区和新华社区。